# Aston Villa FC
Aston Villa FC (celým názvem: Aston Villa Football Club) je anglický fotbalový klub, který sídlí ve městě Birmingham v metropolitním hrabství West Midlands. Založen byl v roce 1874. Patří k nejčastějším účastníkům první anglické ligy, kterou vyhrál 7x. V roce 1982 vyhrál Pohár mistrů. Od sezóny 2019/20 působí v Premier League (nejvyšší soutěž v Anglii). Hráli za něj i čeští reprezentanti Milan Baroš a Patrik Berger.
Své domácí zápasy odehrává na stadionu Villa Park s kapacitou 42 553 diváků.

## Historie

#### 1874-1920
Fotbalový klub Aston Villa byl založen v březnu 1874 a jeho čtyři zakladatelé Aston Villa byli Jack Hughes, Frederick Matthews, Walter Price a William Scattergood. První zápas Aston Vily byl proti místnímu rugbyové týmu místního Aston Brook St Mary. Podmínkou zápasu bylo, že první poločas se odehraje podle pravidel Rugby a druhý poločasu podle pravidel asociace. Po přechodu na půdu Wellington Road v roce 1876 se Villa brzy etablovala jako jeden z nejlepších týmů v Midlands.
Tým Aston Villa z roku 1899, který vyhrál charitativní turnaj první divize a šerifa z Londýna (sdílený s Queen 's Park), jakož i množství vyznamenání za župní poháre. Klub vyhrál svůj první FA Cup v roce 1887 a kapitán Archie Hunter se stal jedním z prvních velkých jmen týmu. Tým Aston Villa se ukázal jako nejúspěšnější anglický klub viktoriánské éry a do konce vlády královny Viktorie v roce 1901 získal nejméně pět ligových titulů a tři FA Cupy. V roce 1897, v roce, kdy Villa vyhrála Double, se přestěhovali do svého nynějšího domova Aston Lower Grounds. Příznivci vytvořili název "Villa Park"; žádné oficiální prohlášení neuvádí název stadionu jako Villa Park.

#### 1920-1964
Aston Villa vyhrála šestý FA Cup v roce 1920, krátce poté, co klub začal pomalu klesat. Villa, v té době jeden z nejslavnějších a nejúspěšnějších klubů světového fotbalu, vypadla vůbec poprvé v roce 1936 do Druhé Divize. Bylo to do velké míry výsledkem negativního defenzivního rekordu: v 42 zápasech dostali až 110 gólů, z toho 7 gólů Tedy Drakea z Arsenalu při neslavné porážce 1-7 ve Villa Parku. Stejně jako všechny anglické kluby, i Villa byla na sedm sezón poznamenána druhou světovou válkou když tento konflikt předčasně ukončil několik slibných kariér.
Tým byl kompletně změněn pod vedením bývalého hráče Alexa Massimi pro zbytek 40. let 20. století. Tým se však v lize trápil a o dvě sezóny později vypadl do nižší ligy, avšak pod správcovským vedením manažera Joea Mercera se Villa vrátili do nejvyšší soutěže v roce 1960 jako šampion druhé ligy. V následující sezóně se Aston Villa stala prvním týmem, který vyhrál Anglický ligový pohár.

#### 1964-2016
Mercer vynucený odchod z klubu v roce 1964 signalizoval období hluboké nejistoty. Nejúspěšnější klub v Anglii se snažil držet krok se změnami v moderní hře. Villa vypadla potřetí pod vedením manažera Dicka Taylora v roce 1967. V následující sezóně vyzývali fanoušci k rezignaci radu, protože Villa skončila 16. v r. druhé divize. S narůstajícími dluhy představenstvo Aston Villy, která ležela na dně Divize dva, vyhodilo Tommyho Cummings (manažer namísto Taylora Taylora) a během několika týdnů celá řada rezignovala pod obrovským tlakem fanoušků. Po mnohých spekulacích kontrolu nad klubem získal londýnský finančník Pat Matthews, který jako předsedu přizval i Douga Ellise. Ani nové vlastnictví však nedokázalo zabránit tomu, aby Villa na konci sezóny 1969-70 poprvé sestoupila do třetí divize. Villa se však postupně začala zotavovat pod vedením bývalého kapitána klubu Vica Crowea a v sezóně 1971-72 se vrátili do druhé divize jako šampioni s rekordními 70 body. V roce 1974 byl Ron Saunders jmenován za manažera. Jeho management se ukázal jako účinný když klub v následující sezóně vyhrál Ligový pohár a na konci sezóny 1974-75 se dostal zpět do první divize a do Evropských soutěží.
Villa byla zpět mezi elitou, protože Saunders nadále formoval vítězný tým. To vyvrcholilo sedmým ligovým titulem v letech 1980-81. Na velké překvapení Saunders skončil po sezoně 1981-82 a na jeho místo nastoupil asistent manažera Tony Barton, který klub dovedl k vítězství 1:0 nad Bayernem Mnichov ve finále Evropského poháru v Rotterdamu. V následující sezóně byly Aston Villa korunováni jako vítězové evropského Superpoháru a celkově porazili Barcelonu 3:1. To však byl vrchol a následné období znamenalo pokles formy, co a vyvrcholilo sestupem v roce 1987. V další sezóně se tým pod vedením Grahama Taylora dostal zpět mezi elitu a v pak sezóně 1989-90 obsadil druhou příčku v první divizi.
Villa byl jedním ze zakládajících členů Premier League v roce 1992 a v úvodní sezoně skončil na druhém místě za Manchester United. Po zbytek devadesátých let však Villa prošla třemi různými manažery a i když i když vyhráli dva Ligové poháry a pravidelně dosáhli kvalifikaci Poháru UEFA, jejich ligové pozice byly nekonzistentní. Dne 27. února 1999 byla Aston Villa FC posledním mužstvem, které do utkání anglické první ligy (Premier League) nastoupilo s jedenácti Angličany v základní sestavě. V zápase s Coventry City FC ale nakonec prohrálo v poměru 1:4, když se za domácí trefil z pokutového kopu Dion Dublin a za soupeře dali po dvou gólech John Aloisi a George Boateng.
Villa se dostala do finále FA Cupu až v roce 2000, ale v posledním zápase, který se hrál na starém stadionu ve Wembley, prohráli s Chelsea 1:0. Pozice Aston Villa v lize opět kolísali a vše se vyvrcholilo v létě 2006, kdy David O'Leary náhle odešel. Po 23 letech ve funkci předsedy se největší akcionář Doug Ellis (přibližně 38%) z důvodu špatného zdravotního stavu nakonec rozhodl prodat svůj podíl v Aston Ville. Po mnohých spekulacích bylo oznámeno, že klub má koupit americký podnikatel Randy Lerner, majitel franšízy NFL Cleveland Browns.
Příchod nového majitele a manažera Martina O'Neilla znamenal v roce 2007 začátek nového období optimismu ve Villa Parku, když v klubu nastaly zásadní změny včetně nového sponzora či změn v kádru. První finále poháru Lernerovej éry přišlo v roce 2010, kdy byla Villa poražena 2:1 týmem Manchester United. Zhruba měsíc později, v semifinále FA Cupu tým opět prohrál, tentokrát ve Wembley domácí Chelsea 3:0. Pouze pět dní před úvodním dnem sezóny 2010-11 rezignoval O'Neill na pozici manažera a na jeho místo přes protesty fanoušků nastoupil Alex McLeish. McLeish kontrakt byl ukončen v závěru sezóny 2011-12 poté, co Villa skončil na 16. místě a na jeho místo nastoupil Paul Lambert. V únoru 2012 když klub oznámil finanční ztrátu ve výši 53,9 milionu GBP, dal Lerner klub do prodeje v odhadované hodnotě 200 milionů GBP. V sezóně 2014-15, ještě během působení Lerner, vstřelili Aston Villa pouze 12 gólů v 25 ligových zápasech, což bylo nejnižší v historii Premier League, a to v únoru 2015 znamenalo Lambertův konec. Na jeho místo nastoupil Tim Sherwood, který pomohl klubu se záchranou a zároveň je přivedl do finále FA Cupu 2015. V sezóně 2015-16 byl Sherwood propuštěn, stejně jako jeho nástupce Rémi Garde, ale nic už nepomohlo a Ason Villa po 29ročním pobytu v elitě sestoupila do nižší soutěže.

#### 2016-
V červnu 2016 koupil klub čínský podnikatel Tony Xia za 76 milionů liber. Bývalý šéf Chelsea Roberto Di Matteo byl jmenován novým manažerem klubu, po špatném začátku sezóny byl však propuštěn. Na jeho místo nastoupil bývalý manažer Birminghamu Steve Bruce. Bruce dovedl tým v sezóně 17/18 ke čtvrtému místu, ale ve finále play-off EFL Championship 2018 s Fulhamem podlehl 0:1. V říjnu 2018 byl Bruce vyřazen ze hry, protože tým v devíti zápasech zvítězil pouze jednou.
Na jeho místo nastoupil manažer Brentfordu Dean Smith, jeho asistenty byli John Terry a Richard O'Kelly. Pod vedením Smithe se výkony a výsledky zlepšovaly, tým skončil na 5. místě a opět se dostal do play-off - k tomu mu pomohla rekordní série vítězství v ligovém zápase klubu. Dosáhli finále play-off EFL Championship 2019 a porazili Derby County 2:1, aby si po 3 letech nepřítomnosti získali postup zpět do Premier League.
V první sezóně po návratu do Premier League tým bojoval většinu sezóny na spodních příčkách, ale podařilo se mu těsně vyhnout sestupu v posledním zápase sezóny když navzdory remíze 1:1 s West Ham United zůstal v Premier League.
Pandemií covidu-19 poznačenou sezónu 2020/21 začal tým ve velkém stylu, když první týdny okupoval přední příčky Premier League. Mezi největší úspěchy a překvapení úvodních kol nové sezóny patřilo zdrcující vítězství 7:2 nad úřadujícími mistry z Liverpool FC.

## Získané trofeje

### Vyhrané domácí soutěže
- First Division / Premier League ( 7× )
  - 1893/94, 1895/96, 1896/97, 1898/99, 1899/00, 1909/10, 1980/81
- FA Cup ( 7× )
  - 1886/87, 1894/95, 1896/97, 1904/05, 1912/13, 1919/20, 1956/57
- EFL Cup ( 5× )
  - 1960/61, 1974/75, 1976/77, 1993/94, 1995/96
- Community Shield ( 1× )
  - 1981* (* hvězdičkou jsou označeny dělené tituly)
- Football League War Cup ( 1× )
  - 1944* (* hvězdičkou jsou označeny dělené tituly)

### Vyhrané mezinárodní soutěže
- Pohár mistrů evropských zemí / Liga mistrů UEFA ( 1× )
  - 1981/82
- Superpohár UEFA ( 1× )
  - 1982
- Pohár Intertoto ( 1× )
  - 2002

## Soupiska
K 26. říjnu 2024